# Подішу (Ясси)
Подішу (рум. Podișu) — село у повіті Ясси в Румунії. Входить до складу комуни Белцаць.
Село розташоване на відстані 322 км на північ від Бухареста, 41 км на захід від Ясс.

## Населення
За даними перепису населення 2002 року у селі проживали 539 осіб, з них 538 осіб (99,8%) румунів. Усі жителі села рідною мовою назвали румунську.